# Zsuzsa Szabó
Zsuzsa Szabó (Hungría, 6 de mayo de 1973) es una atleta húngara retirada especializada en la prueba de salto con pértiga, en la que consiguió ser medallista de bronce mundial en pista cubierta en 1999.

## Carrera deportiva
En el Campeonato Mundial de Atletismo en Pista Cubierta de 1999 ganó la medalla de bronce en el salto con pértiga, con un salto por encima de 4.35 metros, tras la alemana Nastja Ryjikh (oro con 4.50 metros que fue récor de los campeonatos) y la islandesa Vala Flosadóttir (plata con 4.45 metros que fue récord nacional islandés).